# 都江堰虹口地震遗迹纪念地
都江堰虹口地震遗迹纪念地位于中国四川省都江堰市虹口乡，是为纪念汶川大地震而设立的纪念地。
在汶川大地震中，虹口乡深溪村受灾严重，长约3公里的地段内路面变形开裂，房屋移位。这些地震遗迹将整体保护并设立“地震公园”。公园里将修建地震陈列馆。